# Drago Tršar
Drago Tršar,  slovenski kipar, profesor, akademik * 27. april 1927, Planina pri Rakeku, † 10. april 2023, Ljubljana.
Rodil se je v Planini pri Rakeku. Med drugo svetovno vojno se je še mladoleten seznanjal s kiparstvom v Goršetovi zasebni šoli. Na novo ustanovljeni ALU v Ljubljani je po vojni študiral kiparstvo pri profesorjih Zdenku in Borisu Kalinu, Karlu Putrihu in Petru Lobodi. Diplomiral je leta 1951 kot prvi v svoji generaciji. Bil je tudi prvi diplomant, ki se je kot asistent že januarja 1960 zaposlil na akademiji. Na ljubljanski akademiji je bil dolga leta vodilni profesor za kiparstvo. V Ljubljani si je ustvaril družino. Starejša hči je prav tako kiparka; dela kot restavratorka. Kipar je tudi njegov deset let mlajši brat Dušan.
Drago Tršar se je že v petdesetih letih razvil v prefinjenega portretista in kiparja abstraktnih, na stilizirane figure spominjajočih oblik. Ustvarjal je v različnih tehnikah, najbolj pogosto v žgani glini in bronu. Kipi segajo od drobne plastike in okrasne keramike do velikih javnih spomenikov. Najbolj razpoznaven je postal z glavnikastimi oblikami stiliziranih abstraktnih množic. Nekatere med njimi spominjajo na kapnike. Izjemen je njegov zgodnji kip deklice z naslovom Janica (1953), ki je danes v Moderni galeriji. Odlično obvladovanje mase kipa je pokazal v svojem Biku (1954). Kasneje se je ukvarjal z omenjenimi abstraktnimi množicami, portretiranjem (Slovenski oktet, B. Jakac, E. Kocbek, Z. Kržišnik, N. Grafenauer, slovenski impresionisti, Hamano), oblikovanjem keramike z raznoliko motiviko, pogosto s poudarjeno erotiko. Leta 2018 je v Murski Soboti imel risarsko razstavo, v Moderni galeriji pa ključno razstavo večjih kipov z odličnim katalogom (Marko Jenko). Njegov kip Manifestanti na Trgu republike je skupaj s trgom razglašen za spomenik državnega pomena.
Nagrado Prešernovega sklada je prejel leta 1968 za razstavljena kiparska dela v Mali galeriji v Ljubljani leta 1967, Jakopičevo nagrado leta 1972, Prešernovo nagrado pa leta 1990 za življenjsko delo. Drago Tršar je bil akademik (izredni 1991, redni član SAZU od 1995) in zaslužni profesor ljubljanske univerze.                                 
Izbor javnih skulptur:
- Spomenik padlim borcem in žrtvam fašističnega nasilja iz tovarne Induplati Jarše, 1953, marmor, Zgornje Jarše;
- Spomenik narodnoosvobodilnemu boju, 1954, bron in kamen, Slovenski Javornik;
- Spomenik žrtvam NOB, 1955, bron, Petrovče;
- Spomenik žrtvam NOB, 1955, bron, Prebold;
- Ekvilibristi, 1957, bron, Tivoli, prej Gospodarsko razstavišče, Ljubljana;
- Manifestanti, 1957, bron, Middelheim museum, Antwerpen, Belgija;
- Spomenik borcem za severno mejo, 1958, kamen, Maribor;
- Manifestanti I, 1959, bron, pred Moderno galerijo, Ljubljana;
- Ljudje v perspektivi, 1959, bron, Ljubljana;
- Spomenik revolucije, 1962, bron, Kamnik;
- Angelca Ocepkova, 1964; portret, Ljubljana;
- Spomenik Prežihovemu Vorancu, 1966, bron, Ravne na Koroškem;
- Skulptura Krug života, 1967, beli marmor, Aranđelovac, Srbija;
- Spomenik Gubčevi brigadi, 1972, bron, Trebelno;
- Neimenovan, 1973, kamen, Danilovgrad, Črna Gora;
- Spomenik revolucije (kip Manifestanti), 9. maj 1975, bron, Trg Republike, Ljubljana (natečaj 1964);
- Spomenik Edvardu Kardelju, 1981, bron, Trg Republike, Ljubljana;
- Spomenik padlim revolucionarjem in borcem Majeviškega NOB odreda, 1985, bron, Vukosavci (spominski park), Bosna in Hercegovina;
- Spomenik Francetu Balantiču, 1991, bron, Novi trg, Kamnik;
- Slovenski impresionisti, 14. april 2000, bron, portretne glave Groharja, Jame, Jakopiča in Sternena, Park ob Gradaščici, Ljubljana
- Portret Primoža Trubarja, 2008, bron, Murska Sobota;
- Portret Primoža Trubarja, 2008, bron, Rašica;
- Katedrala družine, BTC City, Ljubljana;
- V ognju groze, 2014, Grahovo

Januarja 2008 so ukradli Tršarjev bronast kip Množice izpred Srednje gradbene šole za Bežigradom.